# الحنيط (العدين)

تعديل مصدري - تعديل

الحنيط محلة تابعة لقرية الربع العالى، التابعة لعزلة الغضيبة بمديرية العدين إحدى مديريات محافظة إب في الجمهورية اليمنية، بلغ تعداد سكانها 58 حسب تعداد اليمن لعام 2004.